# 聖陶利髮型

聖陶利髮型類似日出的光芒。

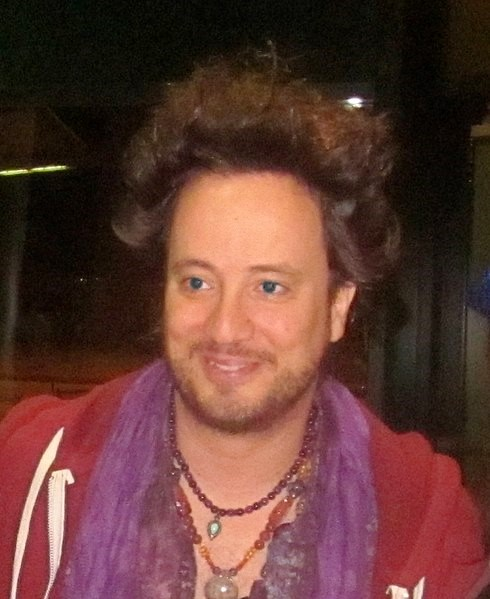
喬治歐·托卡洛斯的髮型。

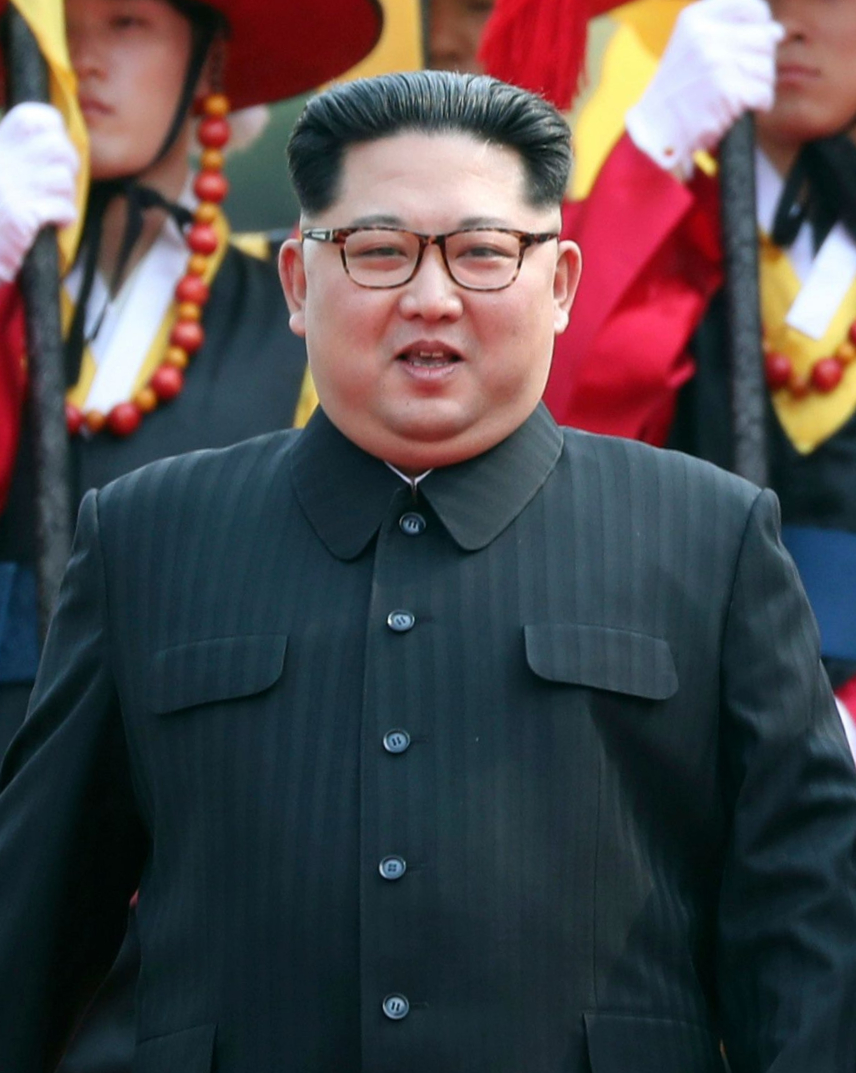
金正恩的髮型。

聖陶利髮型（英語：Centauri hairtyle）是一種髮型，頭髮像孔雀開屏一樣在冠狀面上向外發散，類似轉了九十度的莫霍克髮型，也有人用日出來描述此髮型。這種髮型源自科幻影集《巴比倫五號》中的虛構的外星人聖陶利人。

## 巴比倫五號
在《巴比倫五號》影集中，大多數聖陶利男性都是這種髮型，頭髮的長度和男子氣概或社會地位有關。
在影集原本的概念圖中，聖陶利人的髮型是整齊地向後梳，後面略高。化妝部門準備了像孔雀開屏的假髮，準備剪短後梳成概念圖中的造形，然而在第一次上妝時，演員彼德．朱拉西科戴著未處理好的假髮，向製作人斯特拉日恩斯基開玩笑說他覺得這樣的造型很棒，而斯特拉日恩斯基未意識到朱拉西科是在開玩笑，決定尊重演員的專業判斷，造成此髮型成為影集中的聖陶利人標準造形，朱拉西科接下來五年都必須以這樣的角色造形出場。
這種髮型後來成為朱拉西科的角色最知名的特質之一。朱拉西科飾演的角色誇張、幽默、驕傲，有評論員指出這個髮型和角色的特質相符，也有人一眼看到此造型就被影集吸引。
在劇集中飾演另一位聖陶利角色的演員史蒂芬·佛斯特被錄用的原因也和聖陶利髮型有關。在試鏡當天，佛斯特注意到其他來應徵的演員都做了此造形，但他因為遲到而沒有準備，他急忙到廁所試圖用肥皂把自己的頭髮做成聖陶利髮型，卻讓肥皂沾到了眼睛。他還來不及處理好就被叫上場，他哭著向製作人解釋和道歉，製作人發覺他慌忙解釋的樣子正好就像劇中的角色，於是當場錄用他。

## 真實人物
電視節目《遠古外星人》的主持人喬治歐·托卡洛斯有類似的髮型，常被不知道他名字的人稱為「那個頭髮特別的人」（the hair guy）。他的這個髮型常被用在網路迷因中，包括一些迷因拿他和聖陶利人作比較。在2010年臉書上甚至成立了以他的頭髮為主題的粉絲頁。雖然他的髮型看似雜亂，但其實大量使用髮膠，是刻意維持的成果。
金正恩向上梳高的髮型也曾被拿來與聖陶利人比較。

## 其他
臺灣的7-11便利超商吉祥物OPEN小將也有類似造形。